# قانون جزر غوانو
قانون جزر غوانو (بالإنجليزية: Guano Islands Act)‏ هو قانون صدر في الولايات المتحدة الأمريكية في الثامن عشر من أغسطس (آب) سنة 1856 وصادق عليه الكونغرس الأمريكي، وهو يمكّن أي مواطن أمريكي من الاستحواذ باسم الويات المتحدة على أي بقعة جغرافية حاوية على ذرق الطيور (الغوانو) ما دامت غير تابعة إقليمياً لأي دولة أخرى.
كان التركيز في هذا القانون على الجزر الاستوائية في أمريكا الوسطى والجنوبية؛ ومن الأمثلة على ذلك جزيرة نافاسا؛ حيث تتنازع الولايات المتحدة مع هاييتي عليها.
تعود أهمية الغوانو لكونه مصدراً طبيعياً لعنصري النتروجين والفوسفور، اللذان كانا مهمين لصناعة وتحضير الأسمدة؛ خاصة أن الوسائل الصناعية لم تكن متقدمة بالشكل الكافي للحصول على بدائل في تلك الآونة.

## الادعاءات
وفق هذا القانون فإن الولايات المتحدة تتدعي ملكية عدة جزر ومناطق نائية منها:
- جزيرة بيكر [2]
- جزيرة هاولاند [2]
- جزيرة جارفيس [2]
- جزيرة جونستون المرجانية [2]
- شعب كينغمان المرجانية [2]
- جزر الميدواي [3]
- جزيرة نافاسا [2] (في نزاع مع هايتي عليها)